# یاوورنیک (ناحیه هودونین)
یاوورنیک (به چکی: Javorník) یک منطقهٔ مسکونی در جمهوری چک است که در ناحیه هودونین واقع شده‌است. یاوورنیک ۲۴٫۴۳ کیلومتر مربع مساحت و ۷۲۶ نفر جمعیت دارد و ۳۱۲ متر بالاتر از سطح دریا واقع شده‌است.